# 솔저 오브 포춘 II: 더블 헬릭스
《솔저 오브 포춘 II: 더블 헬릭스》(Soldier of Fortune II: Double Helix)는 레이븐 소프트웨어에서 개발한 용병을 주제로 한 1인칭 슈팅 게임 솔져 오브 포춘의 후속작이다. 플레이어는 전작과 마찬가지로 존 멀린스(John Mullins)의 역할을 맡게 된다. 대한민국에는 메가 엔터프라이즈가 PC판을 무삭제로 한글화하였고, 엑스박스판은 세중게임박스가 배급하였다.

## 개요
전작 솔져 오브 포춘에 적용했던 고어 렌더링 시스템 고울 1.0의 개량형인 고울 2.0(GHOUL 2.0)을 채택하여 전작의 13개의 적용 부위에서 36개로 늘었다. 맞는 부위에 따라 각자 다른 반응을 보이는데, 각각의 부위를 고어 영역(Gore Zone)이라 부른다.
간소하게 미션을 즐길 수 있는 무작위 임무 생성기(Random Mission Generator)는 즉석에서 간단한 맵을 생성한다. 기본적으로 생성하는 맵은 싱글 미션용 맵이지만, 멀티 플레이용 맵도 만들 수 있으며, 낮과 밤의 배경, 4가지 지형(시간, 언덕, 정글, 사막, 설원), 4가지 방식(암살, 폭파, 도주, 잠입)을 지원한다. 그러나 간단한 맵만을 만들어 내는데, 형태는 언제나 광활한 황무지인 탓에 엄폐하거나 전술을 펼칠 수 없어, 적들의 A.I.가 제대로 작동하지 않는다.
전작과는 달리, 미래적이거나 과학 소설적 요소는 이번 작에서는 존재하지 않으나, 미국군의 옛 시제품이었던 OICW가 가장 진보된 무기로서 존재한다.
스타워즈 제다이 나이트 II: 제다이 아웃캐스트와 동시에 개발되었다.

## 줄거리
존은 죽은 호크의 뒤를 잇는 새로운 파트너 '메들린 테일러'와 함께 바이러스의 습격을 받은 콜롬비아의 작은 마을을 조사하고, 프로메테우스라고 불리는 어둠의 조직이 연결되어 있음을 알게 된다. 바이러스는 로물루스라 불리며, 레무스는 전 세계의 컴퓨터를 삭제할 수 있는데, 백신은 존재하지 않는다. 프로메테우스는 스위스를 통해 G8 국가에서 막대한 달러를 강탈할 계획을 세우고 있음을 알게 된다. 그리고 더 샵 내에 내통자가 있으며, 그가 테러리스트들에게 정보를 유출시키고 있었다.

## 평가
| 평가 |                           |
| --- | ------------------------- |
| 통합 점수 통합사 점수 메타크리틱 (PC) 80/100 [ 1 ] (XBOX) 61/100 [ 2 ] 평론 점수 평론사 점수 유로게이머 6/10 (1P) [ 3 ] 9/10 (2P) [ 4 ] 게임스팟 8.3/10 [ 5 ] IGN 8.8/10 [ 6 ] |                           |
| 통합 점수 |                           |
| 통합사 | 점수                      |
| 메타크리틱 | (PC) 80/100 (XBOX) 61/100 |
| 평론 점수 |                           |
| 평론사 | 점수                      |
| 유로게이머 | 6/10 (1P) 9/10 (2P)       |
| 게임스팟 | 8.3/10                    |
| IGN | 8.8/10                    |

## 같이 보기
- 솔저 오브 포춘
- 솔저 오브 포춘: 페이백
- 용병
- 대테러리즘